# 莫洛馬河
莫洛馬河是俄羅斯的河流，位於沃洛格达州和基洛夫州，屬於維亞特卡河的支流，河道全長419公里，流域面積12,700平方公里，河流在每年11月初至4月底結冰。